# Jack Haig (ciclista)
Jack Haig (Bendigo, 6 de setembro de 1993) é um ciclista australiano membro da equipa Team Bahrain Victorious.

## Palmarés
- 2013
  - Tour da Tasmânia

- 2017
  - 1 etapa do Volta à Polónia[1]

- 2020
  - 1 etapa da Volta à Andaluzia

- 2021
  - 3.º na Volta a Espanha

## Resultados em Grandes Voltas e Campeonatos do Mundo
| Corrida            | Corrida            | 2013 | 2014 | 2015 | 2016  | 2017 | 2018 | 2019 | 2020 | 2021 |
| ------------------ | ------------------ | ---- | ---- | ---- | ----- | ---- | ---- | ---- | ---- | ---- |
|                    | Giro d'Italia      | —    | —    | —    | —     | —    | 36.º | —    | Ab.  | —    |
|                    | Tour de France     | —    | —    | —    | —     | —    | —    | 38.º | —    | Ab.  |
|                    | Volta a Espanha    | —    | —    | —    | 117.º | 21.º | 19.º | —    | —    | 3.º  |
| Mundial em Estrada | Mundial em Estrada | —    | —    | —    | —     | 94.º | 19.º | Ab.  | —    | —    |

—: não participa

Ab.: abandono

## Equipas
- Avanti Racing Team (2013-2014)
- Orica/Mitchelton (2015[2]-2020)
  - Orica-GreenEDGE (2015-2016)
  - Orica-BikeExchange (2016)
  - Orica-Scott (2017)
  - Mitchelton-Scott (2018-2020)
- Team Bahrain Victorious[3] (2021-)